# Aissa Doumara Ngatansou
Aissa Doumara Ngatansou (nacida alrededor de 1972) es una activista camerunesa defensora de los derechos de las niñas y las mujeres. En 2019 ganó el premio Simone Veil.

## Biografía
Doumara Ngatansou es de la región norte de Camerún. Su madre falleció cuando tenía 11 años de edad y, al cumplir los 15 años, su padre y su familia decidieron casarle con un hombre que habían elegido sin su consentimiento.
Después de casarse, decidió continuar con sus estudios. La familia de su esposo se opuso a su decisión, pero se mantuvo firme. Con el tiempo, su marido se volvió más comprensivo.
Tras terminar los estudios secundarios trabajó con otras mujeres para poner en marcha en la ciudad de Maroua una asociación para apoyar a las mujeres y niñas que sufren violencia. En 1996, fue co-fundadora de una filial de la Asociación para la Eliminación de la Violencia contra la Mujer, que trabaja con sobrevivientes y junto con personas encargadas de adoptar decisiones en la lucha por poner fin a los matrimonios precoces y forzados y otras formas de violencia de género.
La asociación ha prestado servicios de socorro, medios de sustento y apoyo psicosocial a mujeres y niñas afectadas por la insurgencia islamista de Boko Haram en la región.
Es experta en género y violencia contra niñas y mujeres. Coordinadora de programas en la ALVF en la región del extremo norte de Camerún y miembro del comité directivo del proyecto ‘We are the solution - let us celebrate women’s role in small-scale farming’ dirigido por la ONG FAHAMU.

## Premios y reconocimientos
- 2019 Ganó la priimera edición del Premio Simone Veil de Francia por ayudar a las víctimas de violación y matrimonio forzado. Nganasou dijo que dedicaba el premio a todas las mujeres víctimas de violencia y matrimonio forzado y sobrevivientes del grupo terrorista nigeriano Boko Haram.[7]